# Chevroux (Vaud)
Chevroux es una comuna suiza del cantón de Vaud, situada en el distrito de Broye-Vully a orillas del lago de Neuchâtel. Limita al noreste con la comuna de Gletterens (FR), al sureste con Grandcour, al sur con Vernay (FR), y al noroeste con Cortaillod (NE), Boudry (NE) y Bevaix (NE).
La comuna hizo parte hasta el 31 de diciembre de 2007 del distrito de Payerne, círculo de Grandcour.